# أندريا دي كروز
أندريا دي كروز (بالصينية: 愛麗؛ بالإنجليزية: Andrea De Cruz) هي ممثلة سنغافورية، ولدت في 24 يونيو 1974 في سنغافورة.

## وصلات خارجية
- أندريا دي كروز على موقع IMDb (الإنجليزية)